# Pendżab (Pakistan)
Pendżab (pendż. پنجاب; ang. Punjab, Panjab) – najgęściej zaludniona prowincja Pakistanu. Sąsiadująca z prowincją Sindh na południu, Beludżystanem i Terytoriami Plemiennymi na zachodzie a na północy z Prowincją Północno-Zachodnią, Azad Dżammu i Kaszmirem i z Terytorium Stołecznym Islambadu, natomiast indyjskie stany Dżammu i Kaszmir, Pendżab oraz Radżastan stanowią jego granicę wschodnią.
Pendżab jest jedną z najbardziej uprzemysłowionych prowincji. Wytwarza się tu m.in. tekstylia, maszyny, urządzenia elektryczne, artykuły sportowe.
Pomimo swojego suchego klimatu jest to jeden z najbardziej urodzajnych terenów Pakistanu, głównie ze względu na szeroko stosowane nawadnianie (uprawia się tu ryż, trzcinę cukrową, warzywa i owoce).